# 3505 Byrd
3505 Byrd (1983 AM) là một tiểu hành tinh vành đai chính được phát hiện ngày 9 tháng 1 năm 1983 bởi Skiff, B. A. ở Flagstaff (AM).